# Louis Saint-Laurent

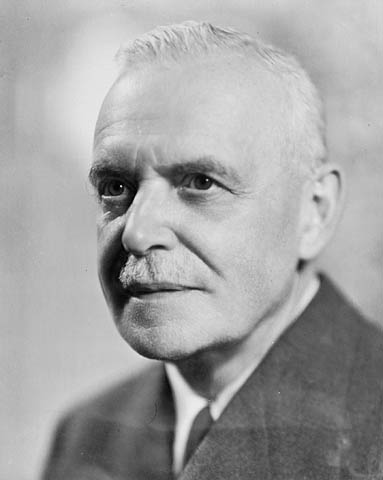
Louis Saint-Laurent

Louis Stephen Saint-Laurent PC, CC, QC (* 1. Februar 1882 in Compton, Québec; † 25. Juli 1973 in Québec) war ein kanadischer Staatsmann und Jurist, sowie der zwölfte Premierminister Kanadas. Seine Amtszeit dauerte vom 15. November 1948 bis zum 21. Juni 1957. Er gehörte der Liberalen Partei an.

## Herkunft
Saint-Laurent war ein Sohn von Jean-Baptiste-Moïse St-Laurent und dessen Frau Mary Anne (geborene Broderick). Sein Vater war von Trois-Rivières nach Sherbrooke gekommen, um ein Geschäft zu eröffnen. Die Vorfahren seiner Familie waren überwiegend Farmer. In der Gemeinde Compton eröffnete er seinen Gemischtwarenladen heiratete die örtliche Schullehrerin, die von irischen Einwanderern abstammte. Saint-Laurent war das älteste der sieben Kinder.

## Leben
Saint-Laurent studierte am St. Charles College in Sherbrooke und an der Universität Laval in Quebec. Nach Beendigung des Studiums wurde er 1905 als Rechtsanwalt zugelassen. 1914 wurde er Professor für Rechtswissenschaften an der Universität Laval. Auf Bitten des damaligen Premierminister William Lyon Mackenzie King entschloss er sich 1941 eine politische Laufbahn einzuschlagen. Schon im Folgejahr wurde er als Mitglied der Liberalen Partei als Abgeordneter für Québec in das kanadische Unterhaus gewählt und wurde bis zu seiner Pensionierung bei allen nachfolgenden Wahlen wiedergewählt. Der Premierminister ernannte ich zunächst zum Justizminister und Generalstaatsanwalt 1945 zum amtierenden und 1956 regulären Staatssekretär für auswärtige Angelegenheiten. 1945 nahm er als stellvertretender Vorsitzender der kanadischen Delegation an einer Konferenz der Vereinten Nationen in San Francisco teil und leitete 1946 bis 1947 die Delegationen bei den Sitzungen der UN-Generalversammlung in London und New York.
Ab 1948 übernahm er die Führung der Liberalen Partei löste King als Premierminister ab. Unter seiner Regierung wurde Neufundland am 31. März 1949 eine kanadische Provinz. Saint-Laurent unterstützte im Koreakrieg (1950–1953) und in Suez (1956) die Intervention der Vereinten Nationen und setzte sich dafür ein, dass Indien und Pakistan Mitglieder des Commonwealth blieben. Innenpolitisch war er bemüht das Land zu vereinen und seine Entwicklung voranzutreiben. Er glich die Einnahmen der Provinzen untereinander aus, um soziale Ungerechtigkeiten zu verringern, erweiterte die Hochschulbildung und schuf einen Rat zur Förderung der Kunst und Literatur. Während er seiner Partei in den Jahren 1949 und 1953 bei den Parlamentswahlen zu großen Siegen verhalf, verloren die Liberalen im Juni 1957 ihre Mehrheit. Im Jahr 1958 kündigte er seinen Rücktritt an und Lester Pearson wurde sein Nachfolger als Parteivorsitzender. Im Jahr 1960 nahm seine Tätigkeit als Anwalt wieder auf und zog er sich aus dem politischen Leben zurück.
Familie

Am 19. Mai 1908 heiratete Saint-Laurent in Beauceville, Que. Jeanne Renault. Das Paar hatte zwei Söhne und drei Töchter.

## Nationale Würdigung
Die kanadische Bundesregierung ehrte St. Laurent am 15. November 1973 für sein Wirken und erklärte ihn zu einer „Person von nationaler historischer Bedeutung“. Zusammen mit seiner persönlichen Würdigung wurde auch sein Grundstück in Compton als „Louis S. St. Laurent National Historic Site of Canada“ zu einer „Stätte von nationaler historischer Bedeutung“ in Québec erklärt.
Die Kanadische Küstenwache taufte 1966 den Eisbrecher Louis S. St-Laurent auf seinen Namen.